# Aleksandros Wasilakis
Aleksandros Wasilakis; (gr. Αλέξανδρος Βασιλάκης; 8 sierpnia 1979 na Korfu) – grecki piłkarz ręczny, wielokrotny reprezentant kraju, rozgrywający. Obecnie występuje w Bundeslidze, w drużynie MT Melsungen.